# Brezje (gmina Mozirje)
Brezje – wieś w Słowenii, w gminie Mozirje. W 2018 roku liczyła 263 mieszkańców.